# Nguyễn Thanh Tuấn (cầu thủ bóng đá sinh 1997)
Nguyễn Thanh Tuấn (sinh ngày 16 tháng 2 năm 1997 tại Phú Yên, Việt Nam) là một cầu thủ bóng đá chuyên nghiêp người Việt Nam hiện đang thi đấu ở vị trí thủ môn trong màu áo câu lạc bộ PVF-CAND tại V.League 2.

## Sự nghiệp
Thanh Tuấn được huấn luyện viên Toshiya Miura triệu tập lên đội tuyển U-23 Việt Nam lần đầu tiên vào ngày 25 tháng 11 năm 2015.

## Thành tích
Giải bóng đá U-19 quốc gia
- Huy chương vàng: 1 (2015)